# Szulányvicsáp
Szulányvicsáp (szlovákul Hruboňovo) község Szlovákiában, a Nyitrai kerületben, a Nyitrai járásban. Kisvicsáp és Szulány egyesítésével jött létre.

## Fekvése
Nyitrától 19 km-re északra fekszik.

## Története
A mai település eredetileg két község, Szulány és Kisvicsáp egyesítésével keletkezett.
Szulány első írásos említése 1296-ból származik, amikor "Zulan" néven említik. 1390-ben "Sulyen" alakban szerepel a korabeli forrásokban.
1525-ben Ozlan-i János és György újból elzálogosította kisvicsápi és felsővásárdi birtokrészeiket Arna-i vagy Galgocz-i Nagh Demeternek. A nyitrai káptalan faluja, majd 1571-től a Forgách családé, később az Ujfalussy és más nemes családoké. A 18. századtól Szulány maga is két faluból állt.
Nagyszulánynak 1715-ben 10 adózó háztartása volt. 1751-ben 17 család élt itt. 1787-ben 10 házában 84 lakos élt. 1828-ban 14 háza és 96 lakosa volt, akik főként mezőgazdasággal foglalkoztak.
Kisszulánynak 1715-ben szőlőskertje, 5 jobbágy és 6 zsellér háztartása volt. 1751-ben 19 család élt a faluban. 1787-ben 16 házában 99 lakos élt. 1828-ban 15 háza és 106 lakosa volt. Lakói főként mezőgazdasággal foglalkoztak.
Vályi András szerint "SZULÁNY. Kis, és Nagy Szulány. Két tót falu Nyitra Várm. Kis Szulánynak földes Urai Gr. Traun, és több Uraságok, Nagy Szulánynak pedig B. Malonyai Uraság, lakosaik külömbfélék, fekszenek Suránykához nem meszsze, mellynek filiáji; földgyeik középszerűek, fájok, legelőjök elég van." 
Fényes Elek szerint "Szulán (Kis és Nagy), két egymás mellett lévő tót falu, Nyitra vmegyében, Surányka filialisai: az első 125 kath., 6 zsidó lak. F. u. többen; a második 91 kath., 5 zsidó lak. F. u. b. Malonyai magvaszakadtával a kamara. Ut. p. Nagy-Ripény."
Nyitra vármegye monográfiája szerint "Nagy-Szulány, kis tót falu a bodoki völgyben, 170 r. kath. vallásu lakossal. Postája Kis-Vicsáp, távíró- és vasúti állomása Szomorfalu. Földesurai a Nyáry grófok voltak. A XIII. századtól egész a XV. századig egyszerüen „Zulán” név alatt szerepelt e község." 
"Kis-Szulány, kis tót község a bodoki völgyben, 122 r. kath. vallásu lakossal. Postája Kis-Vicsáp, táviró és vasúti állomása Szomorfalu. Földesura a Batthyány-család volt, mely itt jelenleg is birtokos. E község nyomaival az okiratokban már 1296-ban találkozunk." 
Kis- és Nagyszulány a 19. században újra egyesült. 1897-ben nagyobb birtokosai Elek Gábor és Szlávy József voltak.
Kisvicsápot 1247-ben "Wichap" alakban említik először. A falu a nyitrai váruradalomhoz tartozott. 1264-ben újhelyi nemesek, később a Giczy és Korontály családok birtoka volt. A 17. században a Korontály család kastélyt is építtetett a településen. 1564-ben egy török támadást követően csak egy lakott és egy lakatlan ház állt a faluban. 1664-ben már 10 háztartása, 1715-ben szőlőskertje és 10 adózó háztartása volt. 1787-ben 27 házában 183 lakos élt. 1828-ban 29 házát 230-an lakták. Lakói főként mezőgazdasággal foglalkoztak. 1897-ben nagyobb birtokosa a Szlávy család volt.
Vályi András szerint "VICSAP. Kis Vicsap, és Nagy Vicsap. 2. Tót faluk Nyitra Várm. földes Uraik több Urak, fekszenek Csermendhez nem meszsze; határjaik jók, réttyeik meglehetősek, fájok van, szőlejik jól termők, legelőjök elég, piatzok sem meszsze." 
Fényes Elek szerint "Nyitra-Vicsap, Nyitra m. tót falu, a Nyitra vize mellett; ut. p. Nyitrához 2 órányira, 570 kath., 46 zsidó lak., kath. paroch. templommal, synagogával, kastéllyal, és tehenészettel. – Határa bő termékenységű; réte sok és jó; erdeje derék. F. u. hg. Hohenczollern."
Nyitra vármegye monográfiája szerint "Kis-Vicsáp, Kis-Szulánytól északra csak egy kilométerre, 287 r. kath. tót lakossal. Postája van, táviró és vasúti állomása Szomorfalu. E község XIII. századból származó oklevelekben mint nemesek birtoka szerepel; ezt megelőzőleg azonban várbirtok volt. A faluban van Szlávy József koronaőr kastélya, mely a XVII. század vége felé épült. 1732-ben a később bárósított Vajay György tulajdonába került, 1808-ban báró Malonyayé lett, ettől házasság útján a báró Nyáry-családnak jutott és 1884-ben ment át a jelenlegi tulajdonos birtokába, kinek itt nagyobb kiterjedésü uradalma van." 
A trianoni békeszerződésig mindkét település Nyitra vármegye Nagytapolcsányi járásához tartozott. Szulányt és Kisvicsápot 1960-ban egyesítették.

## Népessége
| Év:            | 1994. | 2004.   | 2014.   | 2024.    |
| -------------- | ----- | ------- | ------- | -------- |
| Emberek száma: | 464   | 487     | 502     | 588      |
| Eltérés:       |       | +4,95 % | +3,08 % | +17,13 % |

| Év:            | 2023. | 2024.   |
| -------------- | ----- | ------- |
| Emberek száma: | 575   | 588     |
| Eltérés:       |       | +2,26 % |

1880-ban Kisvicsápnak 221 szlovák és 11 magyar, Kisszulánynak 103 szlovák és 5 magyar, Nagyszulánynak 93 szlovák és 1 magyar anyanyelvű lakosa volt.
1890-ben Kisvicsápnak 242 szlovák és 19 magyar, Kisszulánynak 109 szlovák és 3 magyar, Nagyszulánynak 154 szlovák és 4 magyar anyanyelvű lakosa volt.
1900-ban Kisvicsápnak 271 szlovák és 41 magyar, Kisszulánynak 135 szlovák és 1 magyar, Nagyszulánynak 130 szlovák és 11 magyar anyanyelvű lakosa volt.
1910-ben Kisvicsápnak 321 lakosából 219 szlovák és 83 magyar anyanyelvű, Szulánynak 325 lakosából 295 szlovák és 10 magyar anyanyelvű lakosa volt.
1921-ben Kisvicsápnak 342 csehszlovák és 6 magyar, Szulánynak 339 csehszlovák lakosa volt.
1930-ban Kisvicsápnak 375 csehszlovák és 8 magyar, Szulánynak 361 csehszlovák és 1 magyar lakosa volt.
1991-ben 532 lakosából 524 szlovák volt.
2001-ben 476 lakosából 475 szlovák volt.
2011-ben 506 lakosából 493 szlovák és 1 magyar volt.
2021-ben 526 lakosából 502 szlovák, 5 (+4) egyéb és 19 ismeretlen nemzetiségű volt.

## Neves személyek
- Itt született 1857-ben Emődy József mezőgazdász mérnök, szakíró.[8]

## Nevezetességei
- Szulány barokk kálváriája 1772-ben épült.
- A szulányi fa haranglábat a 18. század végén készítették.
- Kisvicsáp kastélyát Korontály Gáspár építtette a 17. század második felében, késő reneszánsz stílusban. 1732-ben barokk stílusban építették át.

## Külső hivatkozások
- E-obce.sk Archiválva 2009. július 1-i dátummal a Wayback Machine-ben
- Községinfó[halott link]
- Szulányvicsáp Szlovákia térképén